# Panegyra praetexta
Panegyra praetexta – gatunek motyli z rodziny trociniarkowatych i podrodziny Tortricinae.
Gatunek ten opisany został po raz pierwszy w 2012 roku przez Józefa Razowskiego i Janusza Wojtusiaka na łamach „Acta Zoologica Cracoviensia”. Jako lokalizację typową wskazano Okomu Forest Reserve w nigeryjskim stanie Edo. Epitet gatunkowy oznacza po łacinie „zdobiona na krawędzi” i nawiązuje do wzoru przedniego skrzydła.
Motyl osiągający około 18,5 mm rozpiętości skrzydeł. Głowa jest kremowożółta. Tułów ma barwę ołowianoszarą z kremowożółtym tyłem. Skrzydło przednie jest stosunkowo szerokie, słabo się ku szczytowi rozszerzające, z wypukłą krawędzią kostalną oraz lekko wypukłym i przeciętnie ukośnym brzegiem zewnętrznym. Ubarwienie ma ołowianoszare z czterema poprzecznymi czerwonymi liniami, z których ostatnia sięga kąta tylno-zewnętrznego, żółtawymi znakami i brązowymi kropkami przy krawędzi kostalnej, brązową kropką na wierzchołku oraz żółtym obrzeżeniem krawędzi zewnętrznej. Tylne skrzydło jest kremowo ubarwione. Strzępiny skrzydeł przednich są jasnożółtokremowe, tylnych zaś jasnokremowe. Genitalia samicy mają wąską brodawkę odbytową, długi i cienki przewód torebki kopulacyjnej rozszerzający się przy jej korpusie, a samą torebkę zaopatrzoną w długie, płytkowate, zagięte znamię. Przewód nasienny ma długość równą ⅔ długości przewodu torebki kopulacyjnej. Sterygma ma krótką, proksymalnie zaokrągloną część kubkowatą. Sterygma postostialna jest duża i prawie kwadratowa w kształcie.
Gatunek afrotropikalny, znany tylko z Nigerii.